# Tonhil járás
Tonhil járás (mongol nyelven: Тонхил сум) Mongólia Góbi-Altaj tartományának egyik járása. Területe 7322 km². Népessége kb. 3500 fő.
Székhelye Dzujl (Зуйл), mely 175 km-re nyugatra fekszik Altaj tartományi székhelytől.